# Leden 2006
1. ledna
 Rusko zastavilo dodávky zemního plynu Ukrajině poté, co se obě země nedohodly na cenách plynu od dubna 2006. Rusko nyní požaduje od Ukrajiny za plyn stejné ceny jako od západoevropských zemí; Ukrajina tvrdí, že toto několikanásobné zvýšení požadované ceny je politicky motivované.
 Předsednictví v Evropské unii se na půl roku ujalo Rakousko.
2. ledna
 Čtrnáct osob zahynulo při pádu střechy zimního stadionu v jihoněmeckém Bad Reichenhallu. Konstrukce se zřítla pod vahou napadlého sněhu.
 Podle výzkumů CVVM by volby konané v lednu vyhrála ODS (29,5 %) následována ČSSD (24 %). Do Sněmovny by se dostala ještě KSČM (12,5 %) a KDU-ČSL (8 %). Pátá současná parlamentní strana US-DEU by získala 0,5 %.
4. ledna
 Izraelský premiér Ariel Šaron prodělal těžkou mozkovou mrtvici a byl převezen do Jeruzalémské nemocnice. Jeho stav je kritický a jeho pravomoci převzal vicepremiér Ehud Olmert.
5. ledna
 Američané budou i nadále létat ruskými Sojuzy, za které zaplatí o něco více než kosmičtí turisté. NASA nelétá s raketoplány do vesmíru po tragické havárii Columbie a letu raketoplánu Discovery, který nevyloučil, že se nehoda může opakovat. Smlouva mezi NASA a Ruskou kosmickou agenturou je platná do roku 2011.
 Zřícení hotelu pro muslimské poutníky v saúdskoarabské Mekce si vyžádalo 76 obětí na životech. Osmipatrový hostel Luluat Chair spadl ve chvíli, kdy se do pokojů vraceli muslimští poutníci po poledních modlitbách. Většina obětí jsou Arabové z Egypta, Tuniska a Spojených arabských emirátů (SAE), kteří se chystají na výroční islámskou pouť hadždž. Ta začne v neděli.
6. ledna
 Před soud v severoitalském městě Viterbo byl předvolán kněz Enric Righiho. Otce Enrica zažaloval zapřisáhlý ateista Luigi Cascioli, který obviňuje celou církev, že šíří vymyšlený mýtus o Ježíši Kristu.
7. ledna
 Rychlovlak Pendolino srazil v obci Týnec nad Labem 78letého muže, který vstoupil do kolejí mimo vyznačený přechod. Vlak v tu chvíli jel rychlostí 160 km/h. Jedná se o první oběť tohoto rychlovlaku.
8. ledna
 V Turecku narůstají případy onemocnění ptačí chřipkou. U domácího ptactva bylo identifikováno již několik lokalit, kde se virus H5N1 epidemicky rozšířil mezi domácí drůbeží. Oficiálně byly oznámeny 3 případy úmrtí dětí, které s infikovanou drůbeží přišly do styku. Přibližně 30 dalších osob je hospitalizováno s podezřením na nákazu virem H5N1.
 Sever Japonska je postižen sněhovou kalamitou. Výška sněhové pokrývky dosahuje více než dvou metrů a meteorologové předpovídají sněžení ještě v dalších několika dnech. Na mnoha místech je ochromena dopravní infrastruktura, přerušeny dodávky elektrické energie a jsou hlášeny případy prolomení střech domů pod vahou napadaného sněhu. V současné době je hlášeno přibližně 80 obětí na životech.
 Zemětřesení o síle 6,7 stupně Richterovy škály zasáhlo krátce po poledni Řecko. Epicentrum bylo asi 25 kilometrů od ostrova Kythira. Hlášeny jsou jen mírné škody a lehká zranění.
9. ledna
 Čeští lékárníci si ještě do 13. ledna rozmyslí stávku, ale nedávají dohodě příliš nadějí. Ministr zdravotnictví David Rath navrhl další snížení marží, které podle lékárníků ohrožuje na existenci čtvrtinu lékáren. Současně s tím se také vyjádřil, aby se léky na předpis vydávaly přímo u lékařů.
10. ledna
 Írán ohlásil obnovení svého jaderného programu.
 Čeští praktičtí lékaři vyhlásili stávkovou pohotovost. Chtějí tak upozornit především na to, že platby od VZP se od uvalení nucené správy opět zpožďují.
 Poslanec Vladimír Doležal (ODS), kterého policie podezírá z napomáhání korupci, se vzdal svého mandátu a všech politických funkcí.
 Ukrajinský parlament odvolal kabinet premiéra Jeruchanova v souvislosti se zastavením dodávek zemního plynu z Ruska
 Zemřel český filmový a televizní dramaturg a spisovatel Oldřich Železný (* 4. listopadu 1926). Je znám především svými díly Třicet případů majora Zemana, Jak utopit dr. Mráčka nebo Fešák Hubert.
11. ledna
 Vláda ČR na návrh ministra obrany Karla Kühnla schválila vyslání protiteroristické jednoty do Afghánistánu. Vyslána bude 601. skupina speciálních sil z Prostějova. Vyslání speciálních sil musí ještě potvrdit poslanci a senátoři.
 Ve středoafrickém Kongu byla v referendu schválena nová ústava, která otevírá cestu k demokratickým prezidentským a parlamentním volbám.
 Čeští pediatři se rozhodli připojit ke stávkové pohotovosti praktických lékařů.
12. ledna
 Při symbolickém kamenování satana bylo ušlapáno na pouti do Mekky 345 muslimských věřících. Tragédie se stala u vstupu na posvátný most Džamarat. Na stejném místě došlo v roce 2004 k podobnému neštěstí při kterém zahynulo 244 věřících.
 Spojené státy a Austrálie se dohodly na tom že vydají 127 miliónů dolarů na snížení emisí skleníkových plynů. Tyto státy neratifikovaly Kjótský protokol a jsou za to velmi kritizovány. Částku považují někteří odborníci za nedostatečnou.
 Turecký občan Mehmet Ali Ağca, který v roce 1981 spáchal atentát na papeže Jana Pavla II., byl propuštěn z vězení.
 Guvernér státu New Jersey Richard Codey podepsal zákon, kterým se vyhlašuje moratorium na výkon trestu smrti v tomto státě. Je to první případ od znovuzavedení trestu v roce 1976, kdy byl takový dokument schválen standardním legislativním procesem. V minulosti podobný akt vydali guvernéři George Ryan (Illinois; stále platný) a Parris N. Glendening (Maryland; zrušen jeho nástupcem). V roce 2004 prohlásily Nejvyšší soudy států New York a Kansas trest smrti za protiústavní.
13. ledna
 Rakouští odpůrci jaderné elektrárny Temelín tři hodiny blokovali hraniční přechod Wullowitz – Dolní Dvořiště.
 Americká ministryně zahraničí Condoleezza Riceová popřela, že by USA chystaly vojenskou intervenci proti Íránu v souvislosti s obnovením íránského jaderného programu.
 Došlo k pěti erupcím aljašské sopky Augustine volcano. Těmto předcházela mírnější aktivita již 11. ledna.
14. ledna
 Íránský prezident Mahmúd Ahmadínedžád prohlásil, že Írán neusiluje o získání jaderné zbraně. Řekl také, že podle Smlouvy o nešíření jaderných zbraní je dovoleno všem státům, které přistoupili na dohodu, zvládnout jaderné technologie.
 Místopředseda izraelské vlády Ehud Olmert má podporu většiny obyvatel. Nepotvrdily se tak názory, že politická strana Kadima ztratí po odchodu Ariela Šarona svou popularitu.
15. ledna
Po sedmi letech se na Zem vrátila sonda Stardust, která shodila na poušť v americkém státě Utah pouzdro se vzorky z komety Wild 2.
 V Česku začala fungovat přenositelnost telefonních čísel mezi jednotlivými mobilními operátory.
 Vládnoucí emír Kuvajtu , šejk Jabir Al-Ahmad Al-Jabir Al Sabah, zemřel ve věku 79 let. Jeho nástupcem je šejk Saad al-Abdullah al-Salim Al Sabah, syn Abdullaha III.
 Prvním kolem prezidentských voleb ve Finsku prošla Tarja Halonenová s 46,3 % a Sauli Niinistö s 24,1 % hlasů. Podle předvolebních průzkumů měla Tarja Halonenová vyhrát s nadpolovičním počtem hlasů. Voleb se zúčastnilo 73,9 % voličů. Druhé kolo je naplánováno na 29. ledna.
16. ledna
 V prezidentských volbách v Chile zvítězila bývalá ministryně Michelle Bacheletová. Stala se tak první ženou v historii této země, která stane v jejím čele.
 Ellen Johnsonová-Sirleafová se složením prezidentského slibu ujala nejvyšší funkce v Libérii. Stala se tak první ženou, která na africkém kontinentu stojí v čele státu.
Free Software Foundation představila první návrh GPL 3.
 Zemřel filmový a literární kritik Jiří Cieslar (* 7. února 1951).
 V Londýně zemřela Lady Luisa Abrahams (* 21. května 1910), významná postava českého golfu.
17. ledna
 Tchajwanský premiér Frank Hsieh oznámil svou rezignaci po porážce Demokratické pokrokové strany v nedávných volbách. Ve funkci ho nahradil Su Čeng-čchang.
18. ledna
 Jedem zamořená oblast říční labské vody, kontaminovaná kyanidem draselným z Draslovky v Kolíně se dostává až na území Německa. V současné době se škody na našem území odhadují na přibližně 9 tun uhynulých ryb. Pravděpodobnou příčinou této ekologické havárie je selhání kontrolních systémů, řídících likvidaci toxických odpadních vod.
 Při přepadu konvoje egyptské telekomunikační firmy bylo v Bagdádu zabito 10 Iráčanů a unesen nejméně jeden Afričan.
19. ledna
Vesmírná sonda New Horizons odstartovala k Plutu. Její start byl kvůli špatnému počasí a technickým problémům třikrát odložen.
 Francouzský prezident Jacques Chirac nevyloučil „nekonvenční“ útok vůči státům, které by proti Francii podnikly „teroristický útok“ či „plánovaly použití zbraní hromadného ničení“. Z kontextu Chiracova prohlášení vyplývá, že by Francie mohla v takovém případě použít své jaderné zbraně.
 Při útoku sebevražedného útočníka opásaného výbušninami u autobusové stanice v Tel Avivu bylo zraněno nejméně 30 lidí, zemřel pouze útočník. K útoku se přihlásila palestinská militantní skupina Islámský džihád. Při jiném incidentu zabili izraelské okupační síly jednoho Palestince, který na jejich konvoj na Západním břehu Jordánu házel zápalné bomby.
 Při dvou bombových útocích v Bagdádu bylo zabito 12 civilistů a 3 policisté.
 Al-Džazíra odvysílala zvukovou nahrávku, na níž má mluvit vůdce al-Káidy Usáma bin Ládin. Usáma na nahrávce tvrdí, že al-Káida připravuje nové útoky na USA, současně však nabídl USA dlouhodobé příměří s cílem umožnit rekonstrukci Iráku a Afghánistánu. USA tuto nabídku odmítly. Analytici CIA uvedli, že hlas zřejmě skutečně patří Usámovi.
 V severním Maďarsku poblíž slovenských hranic se zřítilo slovenské vojenské dopravní letadlo AN-24 přepravující slovenské vojáky z mise v Kosovu. Na jeho palubě bylo 43 osob, z toho 3 ženy. Jeden muž havárii přežil. V souvislosti s nehodou je na pondělí 23. ledna vyhlášen státní smutek.
20. ledna
 Atentátník Mahmet Ali Ağca, který se pokusil zabít papeže Jana Pavla II., bude muset znovu do vězení. Rozhodl o tom odvolací soud v Ankaře, který zpochybnil rozhodnutí soudu v Istanbulu. Ağca se po propuštěni z vězení, které si odseděl za vraždu levicového novináře Abdi Ipekciho, nedostavil na lékařskou prohlídku a byl nezvěstný. Údajně podepsal smlouvu s jedním hollywoodským studiem, a pokud nepůjde do vězení, bude ve filmu hrát sám sebe.
 Americký viceprezident Dick Cheney v rozhovoru pro televizi CNBC prohlásil, že v pokud by byl napaden Izrael, USA ho podpoří, a to i vojensky.
 Soulový zpěvák Wilson Pickett zemřel ve věku 64 let na srdeční infarkt. Zpěvák již delší dobu trpěl zdravotními problémy.
 Vítězem prosincových parlamentních voleb v Iráku se stala šíitská koalice Sjednocené irácké spojenectví. Nezískala však nadpoloviční většinu a bude muset vstoupit do koaličních jednání s dalšími stranami.
21. ledna
 V Palestině začaly parlamentní volby. Zatím hlasují příslušníci bezpečnostních složek, kteří budou dohlížet na průběh voleb. Obyvatelé budou mít možnost volit od 25. ledna.
 Ve věku 61 let zemřel prezident jihosrbského Kosova Ibrahim Rugova (* 2. prosince 1944).
 V pražské motolské nemocnici zemřela ve věku 86 let spisovatelka a scenáristka Jaromíra Kolárová (* 24. srpna 1919). Mezi její nejznámější díla patří filmu Holky z porcelánu a Léto s kovbojem. Za svoji práci získala několik ocenění českých i mezinárodních.
22. ledna
 Plynovod Mozdok–Tbilisi byl na území Severní Osetie vyhozen neznámými pachateli do povětří. Arménie a Gruzie jsou odříznuty od dodávek zemního plynu z Ruska, Gruzie je rovněž bez elektrické energie. Gruzínský prezident Michail Saakašvili obvinil Rusko a společnost Gazprom z podílu na této sabotáži s cílem zvýšit tlak na Gruzii v probíhajících jednáních o podmínkách dodávek plynu.
 Evo Morales se ujal funkce prezidenta Bolívie. Stal se prvním indiánem v nejvyšší funkci této země.
23. ledna
 U města Bioče na předměstí černohorské metropole Podgorica v důsledku selhání brzd vykolejil osobní vlak a zřítil se do strže. Zahynuly nejméně 44 osoby, z toho 5 dětí. Dalších 198 osob bylo zraněno. Ve vlaku cestovalo hodně dětí, které se vracely z lyžařského výletu. Jde o nejhorší železniční neštěstí v historii této země.
Evropu sužuje vlna tuhého mrazivého počasí, které sem přichází ze Sibiře. Ve Skandinávii a Pobaltí se teploty pohybují kolem −35 °C, ve střední Evropě kolem −25 °C. Počasí způsobuje problémy v dopravě a dodávkách elektrické energie. Desítky lidí již následkem mrazu zemřeli.
 Rozsáhlé lesní požáry zachvátily australské státy Victoria, Jižní Austrálie, Západní Austrálie a Tasmánie. Panuje zde neobvykle horké a suché počasí, již několik dní zde teplota překračuje 40 °C. Nejméně dvě osoby při požárech zahynuly.
 Značné škody způsobil odpoledne silný výbuch ve finském národním muzeu v centru Helsinek. Příčina exploze se vyšetřuje.
 Západní pobřeží Kolumbie a část Panamy postihlo zemětřesení o síle 6,3 stupně Richterovy škály. Informace o škodách a obětech dosud nejsou k dispozici.
 Rusko obnovilo pomocí ázerbájdžánského plynovodu dodávky do Gruzie. Toto náhradní řešení má trvat do dokončení opravy plynovodu Mozdok–Tbilisi.
 V Kanadě začaly parlamentní volby do Poslanecké sněmovny.
 Kuvajtský emír Saad al-Abdullah al-Salim Al Sabah ze zdravotních důvodů abdikoval.
 Bývalý pravicový premiér Portugalska Aníbal Cavaco Silva se stal vítězem prezidentských voleb. V prvním kole získal 50,58 % hlasů.
 Atentátník Mehmet Ali Ağca bude na svobodu propuštěn v roce 2010. Rozhodl o tom odvolací soud.
24. ledna
 V předčasných parlamentních volbách v Kanadě zvítězila opoziční Konzervativní strana, která získala 124 z 308 křesel. Premiérem menšinové vlády se pravděpodobně stane předseda této strany Stephen Harper. Odstupující premiér Paul Martin oznámil, že rezignuje na funkci předsedy Liberální strany. Ta ve volbách získala 103 mandátů.
 Mongolský Velký státní chural ustanovil Mijégomba Enchebolda novým premiérem země. Dosavadní premiér Cachagín Elbegdorž rezignoval po rozpadu vládní koalice.
 Porucha softwaru vyřadila poslední soupravu Pendolino z provozu. Dráhy požadují po výrobci 17 miliónů Kč.
25. ledna
 Na území Palestinské samosprávy proběhly parlamentní volby, první od roku 1996. Volební místnosti se otevřely v Pásmu Gazy, na Západním břehu Jordánu a ve východním Jeruzalémě. Absolutní většinu, 74 ze 132 křesel, získalo hnutí Hamás, favorizované hnutí Fatah vedené palestinským prezidentem Mahmúdem Abbásem získalo pouze 45 mandátů. Účast ve volbách dosáhla 77,6 %.
 Papež Benedikt XVI. vydal svoji první encykliku Deus Caritas Est (Bůh je láska).
 Uzbekistán se připojil k Euroasijskému ekonomickému společenství.
 Bosna a Hercegovina zahájila jednání s Evropskou unií ohledně uzavření asociační dohody. Pokud by se podařilo takovou dohodu uzavřít, stala by se prvním krokem k možnému budoucímu členství BaH v Unii.
 Česká koruna pokračovala v posilujícím trendu, kdy dosáhla kurzu 28,30 za euro a výrazně tak posunula historické maximum. Rekordu rovněž dosáhla slovenská koruna kurzem 37,315 za euro.
26. ledna
 Palestinská vláda v reakci na očekávané vítězství Hamásu v parlamentních volbách oznámila úmysl podat demisi. Chce tak umožnit Hamásu, aby vytvořil svoji vládu.
 V Republice srbské, která je částí Bosny a Hercegoviny, došlo k pádu vlády. Kabinet Pera Bukeljoviće již dříve ztratil parlamentní většinu, když Strana demokratického pokroku vystoupila z koalice a přešla do opozice.
27. ledna
 V Brně zemřel český režisér Antonín Moskalyk (* 11. listopadu 1930). Mezi jeho nejznámější díla patří Dobrodružství kriminalistiky, Panoptikum města pražského nebo Četnické humoresky. Na sklonku života bojoval se závažným onkologickým onemocněním.
 Zemětřesení o síle 7,7 stupně Richterovy škály zasáhlo Banské moře na východě Indonésie.
 V Berlíně zemřel ve věku 75 let bývalý německý prezident Johannes Rau (* 16. ledna 1931). Příčina smrti nebyla oznámena.
28. ledna
 Při zřícení střechy výstavní haly v polském Chorzowě v těsném sousedství Katovic zahynulo 65 lidí včetně 8 cizinců, z toho tři Češi a 140 dalších bylo zraněno. Na záchranné práce přijelo 1 300 záchranářů i ze sousedních vojvodství (Malopolského, Opolského, Lodžského) a týmy ze zahraničí.
 Sloučením dvou malých českých pravicových stran Evropští demokraté a Sdružení nezávislých kandidátů vznikla politická strana SNK ED.
29. ledna
 Saddám Husajn odešel od soudu poté co soudce Raúf Rašíd Abdar Rahmán ze síně vykázal Saddámova nevlastního bratra Barzána Tikritíhose. Saddám Husajn obvinil soud, že s nimi nezachází jako s nevinnými a chystá se u Mezinárodního trestního soudu v Haagu podat žalobu na prezidenta USA George W. Bushe a britského premiéra Tonyho Blaira za válečné zločiny způsobené invazí, které viní z nasazení zbraní hromadného ničení a mezinárodně zakázaných zbraní a hlavic s obohaceným uranem a fosforových a tříštivých bomb proti civilistům ve Fallúdže, mučení iráckých zajatců, zničení iráckého kulturního dědictví a podněcování vnitřních rozbrojů.
 Rusko oznámilo, že chce těžit na Měsíci do roku 2020 vzácný izotop helia. Na Měsíci je ho až 10 000 krát více než na Zemi. Izotop Helium-3 lze využít při termojaderné fúzi.
 V Iráku pokračuje tribunál s bývalým prezidentem Saddámem Husajnem. Předsedá mu kurdský soudce Raúf Rašíd Abdar Rahmán. Ten byl do funkce jmenován poté, co původní soudce rezignoval.
 Polský prezident Lech Kaczyński vyhlásil od 16.00 do středy 1. února státní smutek na paměť obětí zřícení střechy na katovickém výstavišti předchozího dne.
 V prezidentských volbách ve Finsku zvítězila dosavadní levicová prezidentka Tarja Halonenová. Ve druhém kole získala 51,8 % hlasů. Její protikandidát Sauli Niinistö už uznal svou porážku.
30. ledna
 Zemřel Nikolaj, arcibiskup prešovský a metropolita pravoslavné církve v Českých zemí a na Slovensku
 V Česku se konala stávka lékárníků. Podle představitelů České lékárnické komory se ke stávce připojilo 90 % všech lékáren a v některých okresech dokonce všechny. Lékárníci protestují proti snížení marží u léků, které, podle jejich tvrzení, ohrožuje na existenci až čtvrtinu lékáren.
 Dosavadní premiér Kuvajtu Sabah Al-Ahmad Al-Jabir Al Sabah se stal novým emírem. Skončila tak dvoutýdenní vládní krize.
31. ledna
 Amnesty International tvrdí, že USA popravuje mentálně postižené. Podle zprávy Amnesty International tvoří mentálně postižení jednu desetinu popravených.
  Vstup Bulharska naplánovaný na 1. ledna 2007 by mohl být o rok odložen. Důvodem je nedostatečné potírání korupce a zločinu.